# تاريخ الأسطوانات في مصر

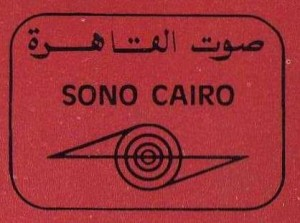
شعار شركة صوت القاهرة للصوتيات والمرئيات

دخلت شركات الاسطوانات مصر في آواخر القرن التاسع عشر، بعد أقل من مرور عقدين على اختراع توماس إديسون للجرامافون في 1877.
عبده الحامولي (1836- 1901) ويوسف المنيلاوي (1850- 1911) هما أصحاب أقدم تسجيلات على الاسطوانات التي كانت تسمى (cylinders) أو كبايات، والتي كانت تصنع من الشمع، وهذا النوع من الاسطوانات نادر جدًا في مصر، ويوجد منه ما يقرب من 15 تسجيل بأرشيف جامعة جنوب كاليفورنيا.
في نهاية القرن التاسع عشر كانت أجهزة الجرامافون في مصر قليلة جدًا وغير موجودة إلا في بيوت الأثرياء. ومع حلول عام 1903 حدث تطور لصناعة الاسطوانة من الكبايات إلى القمع ثم إلى الاسطوانة المستديرة التي كانت تصنع من القار. تزامن هذا التطور مع غزو شركات الاسطوانات لمصر.

## شركة جرامافون الإنجليزية
هي الشركة الأكثر اجتياحا. وتوجد تسجيلات من تلك الفترة لأسماء مغمورة مثل محمود التلغرافجي، ونفوسة البمبشية ونظيرة الفرنسوية. حيث امتنع مشاهير تلك الفترة عن التسجيلات التي كانت اختراعًا جديدًا ومجهولًا بالنسبة لهم. ولا يوجد سوى بعض تسجيلات لإبراهيم القباني وهو من كبار الملحنين.

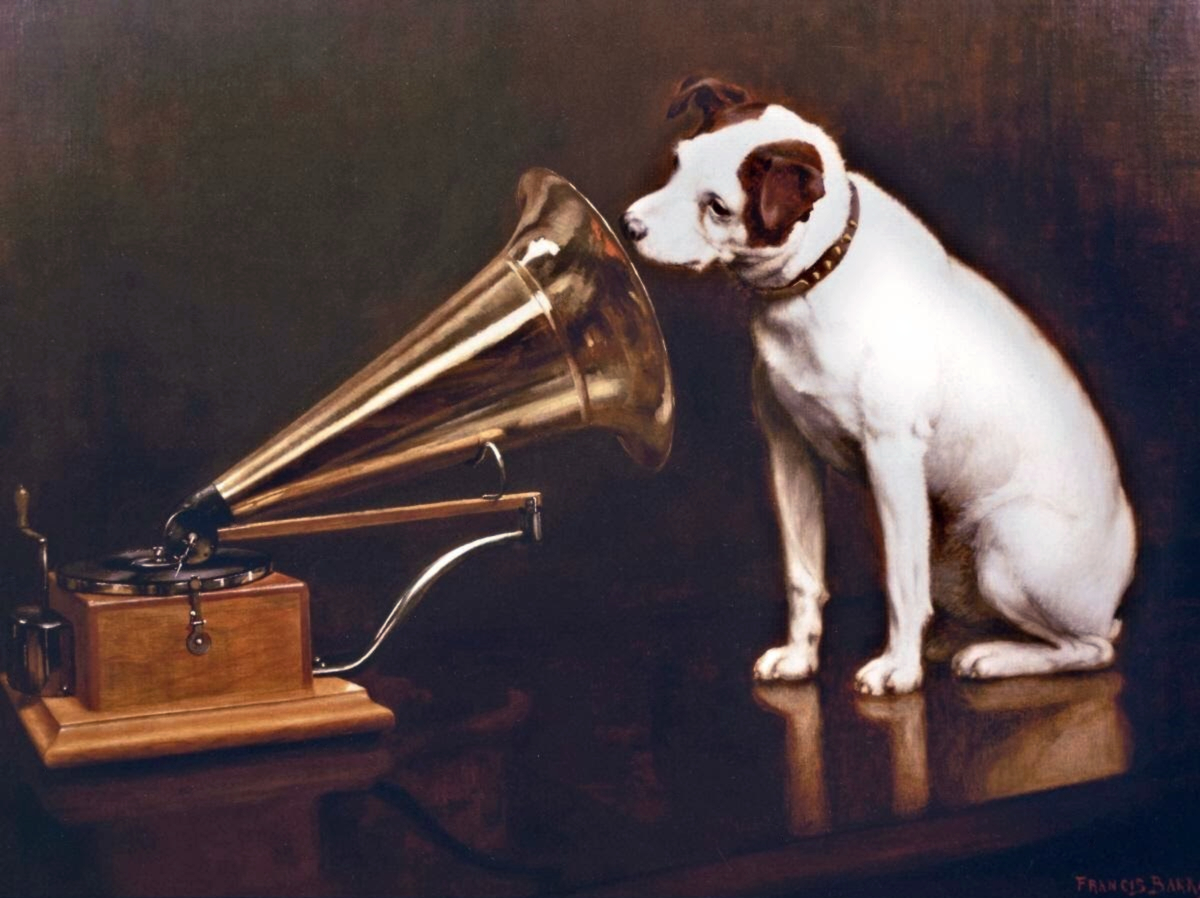
هزماستر فويس

## شركة زينوفون
سجات اسطوانات عديده لعبد الحى حلمى

## شركة «بيضافون» اللبنانية
أسسها بطرس وجبريل بيضا في بيروت وغير معروف متى كانت أول تسجيلاتها. وبعكس اسطوانات جرامافون، التي كان يوجد عليها رقم يوضح شهر وسنة تسجيل الاسطوانة، لم تكن اسطوانات بيضافون مؤرخة، لذلك يعتمد في تأريخ اسطواناتها على تاريخ المطرب نفسه. كانت أول تسجيلات «بيضافون» للمطرب «فرج الله بيضا» في بيروت، وكان لها فرع أيضا في برلين بألمانيا حيث كانت الأسطوانات تصنع هناك. ثم سرعان ما أسست فرعًا في القاهرة التي كانت أهم مدينة في المنطقة وقتها. وأعقب ذلك افتتاح فروع أخرى في باقي المحافظات، وكان لها فروع أخرى في العواصم العربية. قدمت شركة «بيضافون» نفسها كشركة عربية تقف في وجه المنافسة الأجنبية، وسجلت تقريبًا لكل المطربين العرب، ولكن معظم مبيعات الشركة جاء من المطربين المصريين الكبار حيث عرفت «بيضافون» كيف تستقطب كبار أساتذة وفطاحل الغناء كعبد الحي حلمي (1857- 1912) وسيد السفطي (مواليد 1867) وغيرهما من المطربين الكبار. قامت هذه الشركات بتوقيع تعاقدات احتكارية مع المطربين، ولكن يتضح من عدد اسطوانات عبد الحي حلمي الذي يربو على الـ 250 اسطوانة، أن هناك مطربين رفضوا الاحتكار وسجلوا مع كل الشركات الموجودة تقريبًا.
اشترى الشركة محمد عبد الوهاب من صديقه ايليا بيضا وحولها إلى شركة كايروفون ذائعة الصيت والأنتشار
واللتى أنتجت أكثر اغانى فريد الأطرش وعبد الحليم حافظ

## «بوليفون»
تعتبر شركة منشقة عن شركة جرامافون الأم. ووفقا لفريدريك لاجرنج، وهو مؤرخ موسيقي ومستشرق فرنسي قام بعمل عدة دراسات على التراث الغنائي الشرقي ولديه أيضا مجموعة نادرة من الاسطوانات القديمة، «أنه بعد الحرب العالمية الأولى أعيدت الاسطوانات القديمة إلى شركة» جرامافون«، ومنعت اسطوانات بوليفون من التداول، ولكن هواة الاسطوانات لا زالوا يعتزون بهذه الاسطوانات الغريبة» ماركة بوليفون«ليوسف المنيلاوي أو لعبد الحي حلمي».

## شركة «ميشان»
أسسها الأرمني ميشان. قامت بعمل تسجيلات للأصوات الجديدة وكانت هي أول من قدم سيد درويش (1892- 1923). تسجيلات ميشان كان يعيبها انخفاض الجودة بالمقارنة بالشركات العالمية التي كانت تطور صناعتها باستمرار. مع نهاية الحرب العالمية الأولى اختفت اسطوانات ميشان لفترة أمام هجمة الشركات الأجنبية مرة أخرى. وظهرت شركات جديدة في السوق المصري كشركة «بيكا» الألمانية والتي كانت لها تواجد بمصر من قبل الحرب العالمية الأولى وانتجت تسجيلات «سمع الملوك» وهي ماركة خاصة فقط بالشيخ يوسف المنيلاوي (1850- 1911)، ظهرت أيضا شركات صغيرة لها تسجيلات قليلة ونادرة ومنها شركة «أورفيون» التركية، وإخوان «بلومينتال».

## شركة «كولومبيا»
مع ظهور التسجيلات الكهربائية حدثت نقلة كبيرة في عالم الاسطوانات ودخلت التقنية الجديدة إلى الشرق في 1927، وتميزت تلك الإسطوانات بالنقاء، ولكنها كانت ذات عمر قصير وعندما تستهلك تصبح مزعجة جدًا ولا تصلح للسمع. وقد طورت شركة «ميشان» نفسها وأدخلت التسجيل بالكهرباء في نفس العام تقريبا.
بداية النهاية للتنافس في إنتاج واستهلاك الاسطوانات جاء مع انتشار الراديو في بداية الثلاثينيات وأيضا مع دخول السنيما الناطقة في مصر
وقد تزامن هذا أيضا مع الأزمة المالية العالمية التي بدأت في 1929، فانخفضت مبيعات الاسطوانات بشكل واضح، لذلك يعتبر فريدريك لاجرنج أن «بداية الثلاثينات هي إلى حد ما بداية النهاية للعصر الذهبي للاسطوانة العربية».

## شركة «أوديون»
كان وكيلها في مصر الخواجا لينو باروخ، سجلت اسطوانات لسيد درويش وحياة صبري وايضاً لام كلثوم ومنيرة المهدية وكثير من الملحنين والمطربين.

## شركة مصرفون
أنشأ الفنان محمد فوزي وشركاه مصنع الشرق الأوسط للإسطوانات في 30 أبريل 1959 أول شركة مصرية لتسجيل الإسطوانات تحت اسم «مصرفون» والتي أممها نظام يوليو 1952 وتحول إلى شركة إسطوانات صوت القاهرة في 6 يناير 1964 .. ثم صدر قرار السيد / وزير الإعلام رقم 139 لسنه 1977 م بتأسيس شركة صوت القاهرة للصوتيات والمرئيات كشركة مساهمة مصرية باعتبارها إحدى شركات اتحاد الإذاعة والتليفزيون التابعة لوزارة الإعلام.

## شركة إسطوانات صوت القاهرة
هي شركة حكومية مصرية كانت تنتج الاسطوانات لكبار المغنيين المصريين والعرب
واصلت الاسطوانات رحلة الاختفاء مع التطور التكنولوجي وظهور شرائط الكاسيت وقبلها بكر التسجيل على البيك أب.